# Casa de la Vila d'Esplugues de Llobregat
La Casa de la Vila o Ajuntament d'Esplugues de Llobregat (Baix Llobregat) és un edifici protegit com a bé cultural d'interès local. Edificat a manera de masia, era l'antic Hostal Picalquers.

## Descripció
És un edifici de tipus basilical amb un cos central més alçat i amb coberta a dues aigües. La façana, estructurada en tres tramades, consta de planta baixa, pis i golfes. S'accedeix per un portal amb arc de mig punt, adovellat, flanquejat per dues finestres amb marc de pedra i lleixa. L'interior ha estat reformat per adequar-ho a l'actual servei. Al primer pis hi ha l'Alcaldia, amb tres sales que donen a la plaça, la central mitjançant un balcó de marc de pedra coronat per un frontó semicircular, al qual hi ha inscrit un escut. Remata el pis superior, el qual s'obre a l'exterior per tres petits finestrals d'arc de mig punt enllaçats per una lleixa conjunta. Tota la façana està estucada en beix.

## Història
La família Picalquers tingué el privilegi, entre 1387 i 1799, de carnisseria i més tard d'hostal, a Esplugues. El primer hostal s'aixecà l'any 1510 a la carretera reial. Per ordre de Carles III es construí a la carretera de Madrid-França que, inaugurada el 1765, formà entorn seu un petit raval anomenat carrer de l'Hostal de la Carretera. Allà fou erigit l'hostal nou Picalquers, amb la carnisseria i l'estable al costat. Encara que l'edifici va adoptar la solució d'una masia del tipus basilical, mai es va dedicar a l'ús d'explotació agrícola. A principis del segle xx, l'edifici va ser comprat per Antoni Giralt Rovira, destinat només com a ús de magatzem. El 1940, l'Ajuntament comprà l'edifici a Antoni Giralt per tal de destinar-hi la Casa de la Vila. La reconstrucció i transformació de l'interior fou feta per l'arquitecte municipal Climent Mainés i Gaspar l'any 1944.